# 장인근
장인근(張寅根, 일본식 이름: 島田張一시마다 하루이치, 1872년 2월 11일 ~ ?)은 대한제국과 일제강점기의 군인으로, 본관은 덕수이며, 본적은 경성부 동대문내(東大門內) 양사동(養士洞)이다.

## 생애
1895년 12월 7일 대한제국 관비 유학생으로 일본 유학을 떠났고, 1897년 2월 10일 세이조(成城) 학교에 입학했다. 1898년 11월 10일 세이죠 학교를 졸업했고, 1898년 12월 1일 일본 육군사관학교에 입학했다. 1899년 11월 21일 일본 육군사관학교를 졸업했고, 1899년 12월 1일부터 1900년 7월 5일까지 일본 보병 제1연대 견습사관을 역임했다.
1900년 7월 17일 대한제국 육군 보병 참위로 임명되었고, 1900년 9월 27일부터 12월 3일까지 일본 유학을 떠났다. 1902년 8월 15일 일심회 사건에 연루되어 일본으로 망명했으며, 육군 보병 제311전대 소속으로 복무했다. 1904년 2월 7일 일본 육군 보병 제20연대 견습사관으로 임명되었고, 1904년 6월 4일부터 1905년 8월까지 러일 전쟁에서 일본 육군 통역병으로 참전했다. 1905년 8월 1일 육군유년학교 학도대 소속으로 임명되었으며, 1905년 10월 27일 육군 보병 부위로 임명되었다.
1906년 2월 10일 각대 군기검사위원(各隊 軍紀檢査委員)에 파견되었으며, 1906년 4월 18일 육군 보병 정위와 육군 무관학교 교관으로 임명되었다. 1906년 4월 1일 일본 정부로부터 메이지 37·38년 전역(러일 전쟁) 종군기장(從軍記章), 1906년 5월 4일 일본 정부로부터 훈5등 서보장을 받았고, 1906년 5월 15일 대한제국 정부로부터 훈6등 팔괘장(八卦章)을 받았다. 1906년 4월 18일에 열린 일본군의 러일 전쟁 개선 관병식에서 의친왕 수행원을 맡았다.
1907년 의친왕부 무관과 친왕부 무관을 역임했고, 1907년 12월 20일 일본 정부로부터 종군기장을 받았다. 1908년 1월 16일 대한제국 육군무관학교 교관으로 임명되었으며, 1908년 2월 26일 러일 전쟁에 협력한 공로를 인정받아 일본 정부로부터 훈5등 쌍광욱일장(雙光旭日章)과 은사금 350원을 받았다. 1908년 6월 20일 군부 소속으로 임명되었다.
1909년 6월 23일 일본군 한국주차헌병대로 파견되었으며, 1909년 10월 18일 친위부 겸 친왕부 소속으로 임명되었다. 1909년 10월 28일 대한제국 정부로부터 태극장(太極章)을 받았고, 1910년 4월 20일 일본 관병식에 파견되었다. 1910년 8월 29일 조선주차군사령부 소속으로 임명되었고, 1911년 2월 1일 이강공부(李堈公附) 무관으로 임명되었다.
1912년 9월 1일 일본 정부로부터 한국 병합 기념장을 받았으며, 1914년 12월 일본 정부로부터 직무장려금 명목으로 80원을 받았다. 1920년 일본 제국 육군 보병 참령과 예비역, 육군 보병 소좌를 역임했고, 1923년 후비역을 역임했다.
친일반민족행위진상규명위원회가 발표한 친일반민족행위 705인 명단에 포함되었다.

## 참고자료
- 친일반민족행위진상규명위원회 (2009). 〈장인근〉. 《친일반민족행위진상규명 보고서 Ⅳ-15》. 서울. 572~579쪽.